# Zandhaagbraam
Zandhaagbraam (Rubus nemoralis) is een plantensoort uit het geslacht braam (Rubus).

## Determinatie
Zandhaagbraam is een halfstruik. De bladloot is kantig, schaars tot matig behaard met sterharen, sessiele klieren en per 5 cm 5–10 gebogen stekels van 6–9 mm. In de zon kleuren zowel de bladloot als de stekels wijnrood. De bladsteel heeft 7–15 kromme stekels. De bladeren van zandhaagbraam zijn vijftallig, bovenaan kaal en onderaan grijsviltig. De lengte van de topbladsteel betreft 1/4–1/2 van het blaadje. Het topblad heeft een uitgerande of hartvormige bladvoet en is breed elliptisch met een vrij plotse, korte spits; de bladtanding is vrij fijn, regelmatig en scherp.

## Ecologie
Zandhaagbraam komt vooral voor in bossen op zandgrond. Het gaat vooral om oudere bossen, maar ze is ook regelmatig in wat jongere bossen aanwezig. Eveneens is ze aan te treffen in brede houtwallen en mantelvegetatie.

### Syntaxonomie
In de syntaxonomie staat zandhaagbraam te boek als kensoort voor de associatie van zoete haarbraam.